# Mammoth Mart
Mammoth Mart was een discountwarenhuisketen, gevestigd in het noordoosten van de Verenigde Staten, voornamelijk in de regio New England. De keten werd in 1956 in Framingham, Massachusetts, opgericht door Max Coffman en Henry Gornstein en was een soort prototype voor het grote, kleinschalige warenhuis dat huishoudelijke artikelen, ijzerwaren en kleding verkocht in sobere, eenvoudige gebouwen, meestal in winkelcentra in de buitenwijken. Andere discountwarenhuizen zoals K-Mart, Zayre en Bradlees zouden dit concept later verder uitbouwen.
Hun reclamemascotte was Marty de olifant, een lachende mammoet in een blazer.

## Geschiedenis
In 1956 openden Max Coffman en Henry Gornstein de eerste Mammoth Mart (destijds Mammoth Mills) in Framingham, Massachusetts. Oorspronkelijk heette de winkel Mammoth Mills, omdat de eerste winkel zich in een fabrieksgebouw bevond dat dezelfde naam droeg. In 1962 werd de naam veranderd in Mammoth Mart. 
In 1969 telde de keten 35 winkels. In maart 1970 diversifieerde Mammoth Mart het bedrijf door de overname van de acht winkels tellende Boston Baby-keten van kinderwinkels. Uiteindelijk breidde het bedrijf de divisie uit naar vijftien winkels. Deze onderneming was niet succesvol en de keten ging in 1973 failliet. In september 1970 nam Mammoth Mart twee locaties van Key Stores over. De kosten van de liquidatie van Boston Baby, gecombineerd met de economische effecten van de energiecrisis van 1973, stijgende inflatie, toegenomen krimp en Fase IV van het programma van loon- en prijscontrole van de regering-Nixon, dwongen het bedrijf om op 17 juni 1974 uitstel van betaling aan te vragen. De keten werd voor $ 43 miljoen overgenomen door het inmiddels ter ziele gegane King's Department Stores op 15 juni 1977. De laatste vestigingen kregen in het voorjaar van 1979 de naam King's.